# Flower (Kylie Minogue)
Flower è una canzone della cantante australiana Kylie Minogue, pubblicata il 25 settembre 2012 come primo singolo estratto dall'album The Abbey Road Sessions, rilasciato il 24 ottobre successivo, raccolta di 16 successi della cantante ri-arrangiati in chiave orchestrale. Si tratta di un brano scritto da Minogue e Steve Anderson originariamente per l'album del 2007 X ma non incluso nella tracklist definitiva. Il brano era stato tuttavia interpretato nei concerti del 2008, senza venire mai pubblicato ufficialmente, per poi essere inciso nel 2011 negli Abbey Road Studios di Londra. Lo stesso giorno dell'uscita del singolo è stato pubblicato anche il video del brano su YouTube.

## Classifiche
| Classifica (2012) | Posizione massima |
| ----------------- | ----------------- |
| Belgio (Fiandre)  | 71                |
| Belgio (Vallonia) | 87                |
| Paesi Bassi       | 51                |
| Regno Unito       | 96                |